# داني هاتشر
داني هاتشر (بالإنجليزية: Danny Hatcher)‏ (24 ديسمبر 1983 في المملكة المتحدة - ) هو لاعب كرة قدم بريطاني في مركز الهجوم. لعب مع نادي ليتون أورينت وNewport (IOW) F.C. ‏.